# 荷兰足球乙级联赛
荷兰足球乙级联赛（荷蘭語：Eerste Divisie，荷蘭語發音：[ˈeːrstə diˈvizi]，意为“第一联赛”），簡稱荷乙，是荷蘭足球聯賽系統的第 2 級別，亦是職業聯賽的最低級別，於1956年開始舉辦，現在由廚房家具商Keuken Kampioen冠名贊助。

## 歷史
自1971–72年起荷蘭取消了當時第三級別的聯賽Tweede Divisie後，直至2008–09年都沒有常規的降級機制。雖然荷蘭足球聯賽系統於2009–10年讓一支荷乙球會（奧斯）降級，但卻沒有任何球隊獲升級，連同因破產被剔出聯賽的，令2010–11年荷乙賽季只有 18 隊角逐。實際上一直以來，只有當職業球隊因財政問題破產而被降級，荷蘭足總才會從下級業餘聯賽中物色合資格球隊予以升級。而2010–11年荷蘭足總又在荷乙與原先業餘聯賽組別（Hoofdklasse）之間加入了半職業的荷丙（Topklasse）作為第三級聯賽，現行規則上只有當荷丙的業餘球隊獲得了聯賽冠軍（星期六組或星期日組）並已在季中申請升級，並獲足總授予職業球會牌照，才能獲允許升級，奧斯就是首屆荷丙星期日組（Sunday league）的冠軍，申請並成功重返荷乙。最近一次獲升級的是阿基里斯29，它於2012–13年荷蘭丙組足球聯賽中獲得了星期日組的冠軍，提出並獲准升級，翌年起與獲准許加入荷乙的阿積士青年隊、川迪青年隊及PSV燕豪芬青年隊三支預備隊參與聯賽，取代兩支因破產而退出聯賽的球隊雲登及阿培爾頓，並將球隊總數擴至 20 隊。2015–16賽季，川迪青年隊自願放棄參加荷乙比賽，令隊數降至 19 隊。2016-17賽季後，在原來沒有回定降班機制下，榜尾的阿基里斯降班至荷丙，由烏德勒支青年隊取代。
2016–17賽季起，荷蘭足球聯賽系統按2014年議決之進行改革，在荷乙與原有第三級業餘聯賽（Topklasse）之間加入了新一級的聯賽（Tweede divisie (voetbal Nederland)），即一全新的荷蘭丙級足球聯賽，並在各級間引入常規的升降級機制。

## 賽制
荷乙有20支球队，各自進行主客雙循環比賽，並設有升降級機制。升級方面，每季結束時最多能有三支球隊升級至荷蘭甲組足球聯賽。聯賽冠軍將獲直接升級，而餘下兩個席位將會由八支符合資格的荷乙球隊以及荷甲第16及17位的球隊在主客兩回合制的三輪附加賽中決出。附加賽的參加資格相對複雜，會按照以下原則給予：
1. 第一階段聯賽（首九輪）成績最好的球隊
2. 第二階段聯賽（第10至18輪）成績最好的球隊
3. 第三階段聯賽（第19輪至27輪）成績最好的球隊
4. 第四階段聯賽（第28輪至36輪）成績最好的球隊
5. 聯賽比賽全部完成後（全部38輪），還未獲得直接升級或參加附加賽資格的球隊中最終成績中最好的四支

而若果在一個階段結束後最好成績的球隊已經在該賽季較早的階段中獲得參加附加賽的資格，那資格就會落在該階段成績次佳的球隊，如此類推。而一般來說，參加附加賽的隊伍主要都在聯賽最終成績的第2至9名。

## 參賽球隊
2025–26年荷蘭足球乙級聯賽參賽隊伍共有 20 支。
| 中文名稱         | 英文名稱         | 所在城市       | 上季成績       |
| ---------------- | ---------------- | -------------- | -------------- |
| RKC華域克        | RKC Waalwijk     | 瓦爾韋克       | 甲組，第 17 位 |
| 阿梅爾城         | Almere City FC   | 阿爾梅勒       | 甲組，第 18 位 |
| 甘堡爾           | SC Cambuur       | 吕伐登         | 第 3 位        |
| 海牙             | ADO Den Haag     | 海牙           | 第 4 位        |
| 多德勒支         | FC Dordrecht     | 多德雷赫特     | 第 5 位        |
| 迪加史卓普       | De Graafschap    | 杜廷赫姆       | 第 6 位        |
| 泰斯達           | SC Telstar       | 費爾森         | 第 7 位        |
| 安曼             | FC Emmen         | 埃門           | 第 8 位        |
| 丹保殊           | FC Den Bosch     | 斯海爾托亨博斯 | 第 9 位        |
| 阿爾克馬爾青年隊 | Jong AZ          | 阿爾克馬爾     | 第 10 位       |
| FC燕豪芬         | FC Eindhoven     | 燕豪芬         | 第 11 位       |
| 洛達             | Roda JC Kerkrade | 凯尔克拉德     | 第 12 位       |
| 靴蒙特           | Helmond Sport    | 海爾蒙德       | 第 13 位       |
| 芬洛             | VVV-Venlo        | 芬洛           | 第 14 位       |
| 馬斯特里赫特     | MVV Maastricht   | 馬斯特里赫特   | 第 15 位       |
| 奧斯             | TOP Oss          | 奥斯           | 第 16 位       |
| 阿積士青年隊     | Jong Ajax        | 阿姆斯特丹     | 第 17 位       |
| PSV青年隊        | Jong PSV         | 燕豪芬         | 第 18 位       |
| 烏德勒支青年隊   | Jong FC Utrecht  | 烏德勒支       | 第 19 位       |
| 維迪斯           | SBV Vitesse      | 阿纳姆         | 第 20 位       |

## 歷屆冠軍
以下為歷屆聯賽冠軍：
- 1956–57：海牙／藍白阿姆斯特丹（英语：Blauw-Wit Amsterdam）
- 1957–58：威廉二世／海牙
- 1958–59：禾寧丹／幸運薛達
- 1959–60：GVAV／阿爾克馬爾 '54
- 1960–61：禾寧丹／藍白阿姆斯特丹（英语：Blauw-Wit Amsterdam）
- 1961–62：荷華高斯／幸運華拉丁根（英语：Fortuna Vlaardingen）
- 1962–63：DWS
- 1963–64：幸運薛達
- 1964–65：威廉二世
- 1965–66：幸運薛達
- 1966–67：禾寧丹
- 1967–68：荷蘭體育（ADO海牙前身）
- 1968–69：斯希丹（英语：SV SVV）
- 1969–70：禾寧丹
- 1970–71：丹保殊
- 1971–72：哈亞林（英语：HFC Haarlem）
- 1972–73：洛達
- 1973–74：精英隊
- 1974–75：NEC奈梅亨
- 1975–76：哈亞林（英语：HFC Haarlem）
- 1976–77：維迪斯
- 1977–78：施禾利
- 1978–79：精英隊
- 1979–80：格羅寧根
- 1980–81：哈亞林（英语：HFC Haarlem）
- 1981–82：靴蒙特
- 1982–83：DS'79
- 1983–84：馬斯特里赫特
- 1984–85：荷華高斯
- 1985–86：海牙
- 1986–87：禾寧丹
- 1987–88：RKC華域克
- 1988–89：維迪斯
- 1989–90：斯希丹（英语：SV SVV）
- 1990–91：迪加史卓普
- 1991–92：甘堡爾
- 1992–93：芬洛
- 1993–94：多德勒支
- 1994–95：幸運薛達
- 1995–96：阿爾克馬爾
- 1996–97：馬斯特里赫特
- 1997–98：阿爾克馬爾
- 1998–99：丹保殊
- 1999–00：布雷達
- 2000–01：丹保殊
- 2001–02：施禾利
- 2002–03：海牙
- 2003–04：丹保殊
- 2004–05：荷華高斯
- 2005–06：精英隊
- 2006–07：迪加史卓普
- 2007–08：禾寧丹
- 2008–09：芬洛
- 2009–10：迪加史卓普
- 2010–11：RKC華域克
- 2011–12：施禾利
- 2012–13：甘堡爾
- 2013–14：威廉二世
- 2014–15：NEC奈梅亨
- 2015–16：鹿特丹斯巴達
- 2016–17：芬洛
- 2017–18：阿積士青年隊
- 2018–19：川迪
- 2019–20：從缺
- 2020–21：甘堡爾
- 2021–22：安曼
- 2022–23：荷華高斯
- 2023–24：威廉二世
- 2024–25：禾寧丹